# Gran hambruna irlandesa

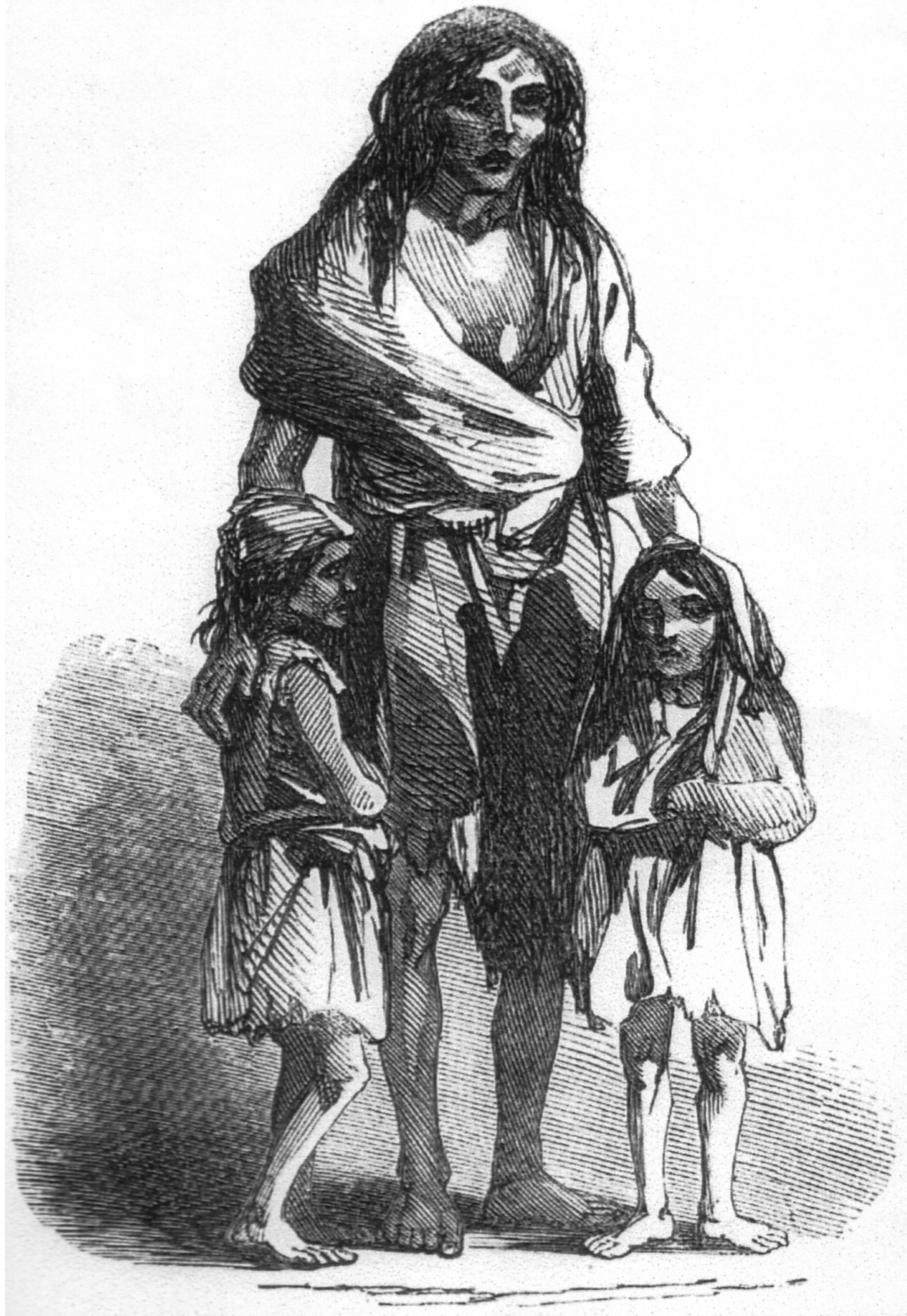
Grandes capas de la población se vieron afectadas.

La Gran Hambruna (en inglés: Great Famine o Great Hunger; en irlandés: An Gorta Mór o An Drochshaol) fue un período de inanición, enfermedad y emigraciones masivas en Irlanda entre 1845 y 1849. A veces se la conoce, en su mayoría fuera de Irlanda, como la hambruna de la patata o la hambruna irlandesa de la patata (en inglés: Irish Potato Famine), porque aproximadamente dos quintas partes de la población dependía exclusivamente de esta cosecha barata por una serie de razones históricas. Durante la hambruna, alrededor de un millón de personas murieron y un millón más emigró de Irlanda, causando que la población de la isla cayera entre un 20 % y un 25 %.
La causa inmediata de la hambruna fue la enfermedad de la patata, que arrasó los cultivos de patata en toda Europa durante la década de 1840. Sin embargo, el impacto en Irlanda fue desproporcionado, ya que un tercio de la población dependía de la patata por una serie de motivos étnicos, religiosos, políticos, sociales y económicos, como la adquisición de tierras, los propietarios ausentes y las Leyes de los cereales; todo contribuyó al desastre en diversos grados y los factores causantes del suceso siguen siendo objeto de intenso debate histórico.
La hambruna fue un hito en la historia de Irlanda, que entonces era parte del Reino Unido de Gran Bretaña e Irlanda. La hambruna y sus efectos cambiaron permanentemente el panorama demográfico, político y cultural de la isla. Tanto para los nativos irlandeses como para aquellos en la diáspora resultante, la hambruna entró en la memoria popular y se convirtió en un punto de reunión para los movimientos nacionalistas irlandeses. Las relaciones, ya tensas entre muchos irlandeses y la Corona británica, se agriaron aún más, aumentando las tensiones étnicas y sectarias, y el impulso del nacionalismo y el republicanismo irlandeses en Irlanda y entre los emigrantes irlandeses en los Estados Unidos y en otros lugares.

## Causas y factores
Se generó por la ineficiente política económica del Reino Unido en 1845, los métodos inadecuados de cultivo y, como determinante, la desafortunada aparición de una plaga de tizón tardío, también llamada rancha, roya o mildiú de la patata, provocada por el organismo protista Phytophthora infestans (de la clase de los Oomicetos, del phylum de los Estramenópilos, antiguamente llamados «hongos acuáticos»), el cual destruía rápidamente la hortaliza, que era uno de los alimentos más importantes de la época. La importancia de este tubérculo, originario de los Andes Sudamericanos, en la alimentación de los europeos queda patente al considerarse tradicionalmente que su cultivo en Europa vino a quitar el hambre en el continente. 
John Russell y muy en particular el Secretario del Tesoro Charles Edward Trevelyan eran partidarios del laissez faire, el libre mercado y de las teorías de  Thomas Malthus sobre la superpoblación. Abolieron la comisión de ayuda creada en su momento por el entonces primer ministro Robert Peel, ya que estaban en contra de toda intervención del Estado y creían que debían ser los propios irlandeses los que pagasen las ayudas que necesitaban. Según su creencia sería el libre mercado y la economía la que lograra su propio equilibrio sin intervención estatal, siguiendo las doctrinas de Adam Smith de una mano invisible que se encargaba de corregir los desequilibrios. Por ello prohibió toda ayuda a Irlanda o cualquier baja de impuestos. Estaba convencido de que la solución era la empresa privada, encargada de crear puestos de trabajo por lo que se cerró el programa de asistencia social a los irlandeses creado por Peel. El censo de población de Irlanda había registrado 8,2 millones de habitantes en 1841. Esta cifra se había reducido a 6,5 millones hacia 1851. 
La clave para entender el desastre irlandés reside en la propiedad británica de la tierra agrícola irlandesa. En la Irlanda del siglo XIX, y desde la dictatorial ocupación de Oliver Cromwell, la tierra agrícola pertenecía a aristócratas británicos y los campesinos irlandeses eran sus aparceros. Así, los irlandeses cultivaban el trigo que era exportado a Inglaterra, mientras ellos se alimentaban de los productos de la huerta familiar: patatas, gracias a que rinde más de una cosecha anual (2 a 4 según condiciones óptimas) y a que el tubérculo soporta condiciones de frío extremo —en Colombia, Perú, Bolivia, Ecuador, norte de Argentina y Chile, se cultiva en la Puna o Sierra Andina—. 
En los siglos XVII y XVIII, a los católicos irlandeses les había sido prohibido por las leyes penales comprar, heredar o arrendar  tierras, votar, ocupar cargos políticos, vivir en o dentro de 5 millas de una ciudad, y desde la obtención de la educación hasta obtener una profesión. Los católicos, la mayor parte de los cuales vivían en condiciones de pobreza extrema, componían más del 80 % de la población. En la parte superior de la «pirámide social» se ubicaban los terratenientes ingleses y angloirlandeses, familias propietarias de la mayor parte de la tierra, y que mantenían más o menos poder sin control sobre sus inquilinos. Los inquilinos podían ser desalojados por razones tales como la falta de pago de rentas (que eran altas) o la decisión de un propietario de criar ovejas en lugar de los cultivos de cereales. Un censo realizado en 1841 registró una población de 8 175 124. Un censo inmediatamente después de la hambruna en 1851 contaba 6 552 385, una caída de más de 1,5 millones.
Fue esta situación la causa de que la enfermedad de la patata tuviera tan trágicas consecuencias. Mientras las patatas morían, los trigales gozaban de buena salud, pero los irlandeses no podían acceder a este alimento pues pertenecía a los terratenientes ingleses. Miles de personas inundaron los pueblos y ciudades en busca de ayuda, estallando epidemias de fiebre tifoidea, cólera y disentería y haciendo que los esfuerzos del gobierno, los terratenientes y las organizaciones para la ayuda a los pobres fueran insuficientes. Karl Marx, contemporáneo de la hambruna, dio testimonio de esta situación, así como de la crueldad con que, en medio del desastre humanitario, los terratenientes británicos seguían exigiendo a sus aparceros el pago del arriendo.

### Leyes restrictivas de derechos de los católicos irlandeses
En los siglos XVII y XVIII, las leyes penales prohibieron a los católicos irlandeses comprar o arrendar tierras, votar, ocupar cargos políticos, vivir en o a menos de 8 km de un pueblo corporativo, obtener educación, ingresar a una profesión y de hacer muchas otras cosas necesarias para que una persona tenga éxito y prospere en la sociedad. Las leyes habían sido reformadas en gran medida en 1793, y el Acta de Ayuda Católica de 1829 permitió a los católicos irlandeses volver a sentarse en el parlamento.

### Propietarios e inquilinos
Durante el siglo XVIII, se introdujo el «sistema de intermediarios» para gestionar la propiedad de la tierra. La recaudación del alquiler quedó en manos de los agentes de los propietarios, o intermediarios. Esto le aseguró al propietario un ingreso regular, y los liberó de la responsabilidad directa, mientras dejaba a los inquilinos abiertos a la explotación por parte de los intermediarios.
Los católicos, la mayoría de los cuales vivían en condiciones de pobreza e inseguridad a pesar de la emancipación católica en 1829, constituían el 80% de la población. En la parte superior de la «pirámide social» estaba la «clase de ascendencia», las familias angloirlandesas e inglesas que poseían la mayor parte de la tierra, y tenían un poder más o menos ilimitado sobre sus inquilinos. Algunas de sus propiedades eran vastas; por ejemplo, el conde de Lucan poseía más de 240 km². Muchos de estos propietarios vivían en Inglaterra y eran conocidos como propietarios ausentes. Los ingresos por alquileres —recogidos de «inquilinos empobrecidos» a los que se les pagaba salarios mínimos para aumentar los cultivos y el ganado para la exportación— fueron en su mayoría enviados a Inglaterra.

En 1843, el gobierno británico consideró que la cuestión de la tierra en Irlanda era la causa principal del descontento en el país. Establecieron una Comisión Real, presidida por el conde de Devon, para investigar las leyes relativas a la ocupación de la tierra. Daniel O'Connell describió esta comisión como «perfectamente unilateral», compuesta de propietarios, sin representación de inquilinos. En febrero de 1845, Devon informó:
Sería imposible describir adecuadamente las privaciones que ellos [el trabajador irlandés y su familia] sufren de forma habitual y silenciosa... en muchos distritos su único alimento es la patata, su única agua para beber... sus cabañas rara vez son una protección contra el clima... una cama o una manta es un lujo raro... y casi todo su cerdo y un montón de estiércol constituyen su única propiedad.
Los comisionados concluyeron que no podían «abstenerse de expresar nuestro fuerte sentido de la paciente resistencia que las clases trabajadoras han exhibido bajo sufrimientos mayores, en nuestra opinión, que las personas de cualquier otro país de Europa tienen que sostener». La Comisión declaró que las malas relaciones entre el propietario y el inquilino eran principalmente responsables. No había lealtad hereditaria, vínculo feudal o tradición mitigante de paternalismo como existía en Inglaterra (Irlanda era un país conquistado). El Conde de Clare observó de los propietarios que «la confiscación es su título común». Según el historiador Cecil Woodham-Smith, los terratenientes consideraban la tierra simplemente como una fuente de ingresos, de la cual se debía extraer la mayor cantidad posible. Con los irlandeses «cavilando sobre su descontento con hosca indignación» (en palabras del conde de Clare), los caseros consideraban en gran medida el campo como un lugar hostil para vivir, y la propiedad ausente era común; algunos propietarios visitaron sus propiedades solo una o dos veces en la vida, si es que alguna vez lo hicieron. Los alquileres de Irlanda generalmente se gastaron en otro lado; se remitió un estimado de seis millones de libras fuera de Irlanda en 1842.
La capacidad de los intermediarios se midió por el ingreso que podían obtener de los inquilinos. Se describieron ante la Comisión como «tiburones terrestres», «chupasangres» y «la especie de tirano más opresiva que alguna vez prestó asistencia para la destrucción de un país». Los intermediarios arrendaban grandes extensiones de tierra de los propietarios en arrendamientos a largo plazo con rentas fijas, que luego subarrendaban como mejor les pareciera. Dividían una explotación en parcelas cada vez más pequeñas para aumentar la cantidad de renta que podrían obtener. Los inquilinos podrían ser desalojados por razones tales como la falta de pago de las rentas (que eran altas) o la decisión de un propietario de criar ovejas en lugar de cosechas de granos. Un granjero pagaba su alquiler trabajando para el propietario.
Como cualquier mejora hecha en una tenencia por un inquilino se convertía en propiedad del propietario cuando el contrato vencía o era cancelado, el incentivo para realizar mejoras fue limitado. La mayoría de los inquilinos no tenían seguridad de tenencia en la tierra; como inquilinos «a voluntad», podrían ser entregados cada vez que el propietario elija. La única excepción a este arreglo fue en el Ulster, donde, bajo una práctica conocida como «derecho del inquilino», un inquilino era compensado por cualquier mejora que hiciera en su explotación. Según Woodham-Smith, la comisión declaró que «la prosperidad superior y la tranquilidad del Ulster, en comparación con el resto de Irlanda, se debía al derecho del inquilino».
Los terratenientes en Irlanda a menudo usaban sus poderes sin remordimiento, y los inquilinos vivían con temor de ellos. Woodham-Smith escribe que, en estas circunstancias, «la industria y la empresa se extinguieron y se creó un campesinado que era uno de los más indigentes de Europa».

### Inquilinos, subdivisiones y ruina
En 1845, el 24 % de todas las granjas arrendatarias irlandesas tenían entre 0,4 y 2 hectáreas, mientras que el 40% eran de 2 a 6 hectáreas. Las explotaciones eran tan pequeñas que no habría otro cultivo que las patatas para alimentar a una familia. Poco antes de la hambruna, el gobierno británico informó que la pobreza era tan generalizada que un tercio de todas las pequeñas propiedades irlandesas no podían mantener a sus familias después de pagar la renta, excepto por las ganancias de la mano de obra migrante estacional en Inglaterra y Escocia. Después de la hambruna, se implementaron reformas que hicieron ilegal dividir aún más las tenencias de tierra.
El censo de 1841 mostró una población de poco más de ocho millones. Dos tercios de ellos dependían de la agricultura para su supervivencia, pero rara vez recibían un salario de trabajo. Tuvieron que trabajar para sus propietarios a cambio de la parcela de tierra que necesitaban para cultivar alimentos suficientes para sus propias familias. Este fue el sistema que forzó a Irlanda y su campesinado a la monocultura, ya que solo la patata podía cultivarse en cantidad suficiente. Los derechos a una parcela de tierra en Irlanda podrían significar la diferencia entre la vida y la muerte a principios del siglo XIX.

### Dependencia de la patata
La patata se introdujo en Irlanda como una cosecha de jardín de la pequeña nobleza. A finales del siglo XVII, se había generalizado como un alimento suplementario en lugar de uno principal porque la dieta principal todavía giraba en torno a la mantequilla, la leche y los productos de cereales. Sin embargo, en las primeras dos décadas del siglo XVIII, se convirtió en un alimento base de los pobres, especialmente en invierno. Además, una parte desproporcionada de las patatas cultivadas en Irlanda era de una sola variedad, la Irish Lumper. La expansión de la economía entre 1760 y 1815 supuso que la patata avanzara en la dieta de las personas y se convirtiera en un alimento básico durante todo el año para los agricultores. La gran dependencia de este cultivo único y la falta de variabilidad genética entre las plantas de patata en Irlanda (un monocultivo) fueron dos de los motivos por los que la aparición de Phytophthora infestans tuvo efectos devastadores en Irlanda y efectos menos graves en otros lugares de Europa.
Las patatas eran esenciales para el desarrollo del sistema agrícola, que respaldaba una mano de obra extremadamente barata, pero a costa de un nivel de vida más bajo. Para el trabajador, fue esencialmente un salario de patata el que dio forma a la economía agraria en expansión.
La expansión de la labranza condujo a una inevitable expansión de la superficie cultivada con patata y una expansión de los campesinos. En 1841, había más de medio millón de campesinos, con 1,75 millones de dependientes. El principal beneficiario de este sistema fue el consumidor inglés.

Las tierras de pastoreo celtas de... Irlanda se habían utilizado para pastorear vacas durante siglos. Los británicos colonizaron... los irlandeses, transformando gran parte de su campo en una tierra de pastoreo extendida para criar ganado para un mercado consumidor hambriento en casa... El gusto británico por la carne de res tuvo un impacto devastador en las personas empobrecidas y marginadas de... Irlanda... empujó las mejores tierras de pastoreo y forzó a cultivar parcelas más pequeñas de tierra marginal, los irlandeses recurrieron a la patata, una cosecha que podría cultivarse abundantemente en suelos menos favorables. Eventualmente, las vacas se apoderaron de gran parte de Irlanda, dejando a la población nativa prácticamente dependiente de la patata para sobrevivir.

La patata también se usó extensivamente como una cosecha de forraje para el ganado inmediatamente antes de la hambruna. Aproximadamente el 33% de la producción, que ascendía a cuatro millones y medio de toneladas, se usó normalmente de esta manera.

### Plaga en Irlanda

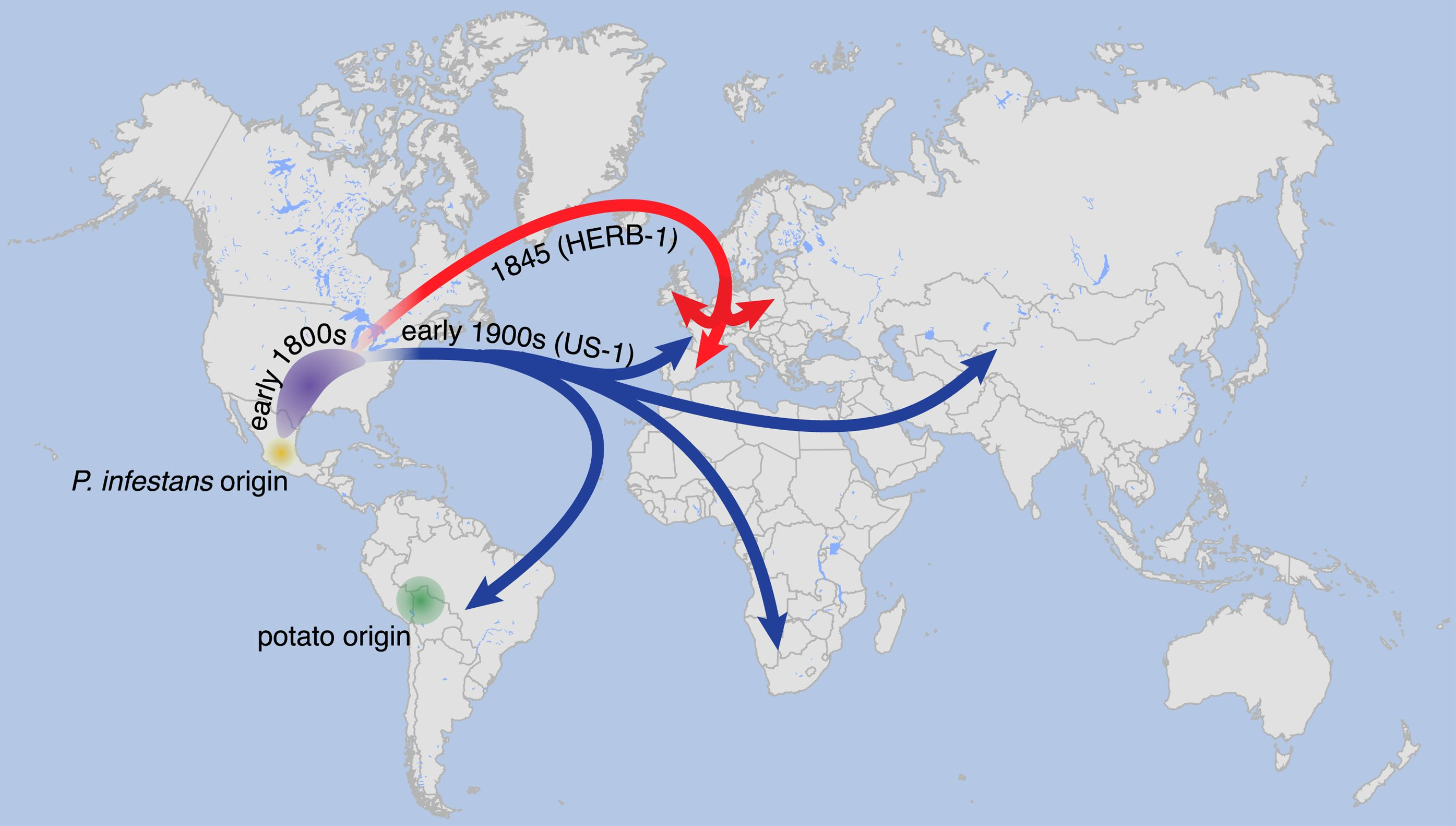
Posibles vías en las que llegó las P. infestans HERB-1 y US-1

Antes de la llegada a Irlanda de la enfermedad Phytophthora infestans, comúnmente conocida como tizón, solo había dos enfermedades principales de las plantas de patata. Uno se llamaba «podredumbre seca» o «mancha», y el otro era un virus conocido popularmente como «rizo». La Phytophthora infestans es un oomiceto (una variedad de algas parásitas, no fotosintéticas y no un hongo).
En 1851, los Comisionados del Censo de Irlanda registraron 24 fallas en la cosecha de patatas desde 1728, de diversa gravedad. En 1739, 1740, 1770, 1800 y 1807, se registraron fallas generales en las cosechas debido a enfermedades o heladas. En 1821 y 1822, la cosecha de patatas fracasó en Munster y Connaught. En 1830 y 1831, los condados de Mayo, Donegal y Galway también sufrieron. En 1832, 1833, 1834 y 1836, la pudrición seca y el rizo causaron graves pérdidas, y en 1835 la patata fracasó en el Ulster. Las fallas generalizadas en toda Irlanda ocurrieron en 1836, 1837, 1839, 1841 y 1844. Según Woodham-Smith, "la falta de fiabilidad de la patata era un hecho aceptado en Irlanda".

Producción de patata durante la Gran Hambruna. Nota: los años 1844, 1845, 1846, y 1848 están extrapolados.

Cómo y cuándo llegó a Europa la plaga de Phytophthora infestans es aún incierto; sin embargo, es casi seguro que no estuvo presente antes de 1842, y probablemente llegó en 1844. El origen del patógeno se remonta al Valle de Toluca en México, donde se extendió primero dentro de América del Norte y luego a Europa. El tizón de 1845-46 fue causado por la cepa HERB-1 de la plaga.
En 1844, los periódicos irlandeses publicaron informes sobre una enfermedad que durante dos años había atacado los cultivos de patata en América. Una fuente probable fue el este de los Estados Unidos, donde en 1843 y 1844 la plaga destruyó en gran medida los cultivos de patata. Barcos de Baltimore, Filadelfia o la ciudad de Nueva York podrían haber traído patatas enfermas a los puertos europeos. W. C. Paddock postuló que fue transportada en patatas para alimentar a los pasajeros en buques mercantes que navegaban de América a Irlanda. Una vez introducido, se extendió rápidamente. A mediados de agosto de 1845, había llegado a gran parte del norte y centro de Europa; Bélgica, los Países Bajos, el norte de Francia y el sur de Inglaterra habían sido afectados.
El 16 de agosto de 1845, The Gardeners' Chronicle y Horticultural Gazette informaron sobre "una plaga de carácter inusual" en la Isla de Wight. Una semana después, el 23 de agosto, informó que "se ha desatado una terrible enfermedad entre la cosecha de patata... En Bélgica, se dice que los campos están completamente desolados. Apenas hay una muestra de sonido en el mercado de Covent Garden... Como para curar este moquillo, no hay ninguno". Estos informes fueron ampliamente cubiertos en los periódicos irlandeses. El 11 de septiembre, el Freeman's Journal informó sobre "la aparición de lo que se llama 'cólera' en las patatas en Irlanda, especialmente en el norte". El 13 de septiembre, The Gardeners' Chronicle anunció: «Detenemos a la prensa con gran pesar por anunciar que la patata Murrain se ha declarado inequívocamente en Irlanda». Sin embargo, el gobierno británico se mantuvo optimista durante las semanas siguientes, ya que recibió informes contradictorios. Solo cuando la cosecha se levantó en octubre se hizo evidente la escala de destrucción. El primer ministro, Sir Robert Peel, le escribió a Sir James Graham a mediados de octubre que consideraba los informes «muy alarmantes», pero le recordó que, según Woodham-Smith, «siempre hay una tendencia a la exageración en las noticias irlandesas».
La pérdida de cultivos en 1845 se ha estimado en cualquier lugar desde un tercio hasta tan alto como la mitad de la superficie cultivada. El Comité de Mansion House en Dublín, al que se dirigieron cientos de cartas de toda Irlanda, afirmó el 19 de noviembre de 1845 haber comprobado más allá de la sombra de duda que «considerablemente más de un tercio de toda la cosecha de patata... ya ha sido destruido».
En 1846, tres cuartas partes de la cosecha se perdieron por la plaga. En diciembre, un tercio de un millón de indigentes trabajaban en obras públicas. Según Cormac Ó Gráda, el primer ataque de la plaga de la patata causó considerables dificultades en la Irlanda rural, desde el otoño de 1846, cuando se registraron las primeras muertes por inanición. Las patatas de siembra eran escasas en 1847. Poco se había sembrado, por lo tanto, a pesar de los rendimientos promedio, el hambre continuó. Los rendimientos de 1848 serían solo dos tercios de lo normal. Dado que más de tres millones de irlandeses dependían totalmente de la patata como alimento, el hambre y la hambruna eran inevitables.

## Reacción en Irlanda
La Corporación de Dublín envió un memorial a la Reina, «rezándole» para convocar al Parlamento (el Parlamento estaba en prórroga), y para recomendar la requisición de dinero público para obras públicas, especialmente ferrocarriles en Irlanda. El Ayuntamiento de Belfast se reunió e hizo sugerencias similares, pero ninguno de los dos pidió ayuda, según John Mitchel, uno de los principales Repetidores. «Exigieron que, si Irlanda era realmente una parte integral del reino, se debería usar el tesoro común de ambas islas, no para dar limosna, sino para proporcionar empleo en obras públicas de utilidad general... si Yorkshire y Lancashire hubieran sostenido una calamidad similar en Inglaterra, no hay duda de que se tomarían medidas tales, prontas y generosas», declaró Mitchel.

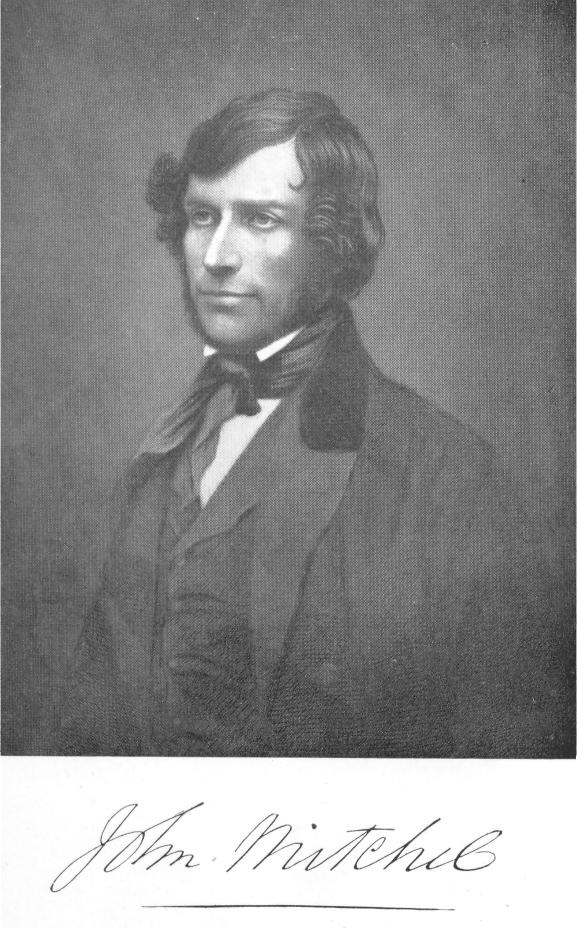
John Mitchel

A principios de noviembre de 1845, una delegación de los ciudadanos de Dublín, incluido el duque de Leinster, Lord Cloncurry, Daniel O'Connell y el alcalde, acudió al Lord Teniente de Irlanda, Lord Heytesbury, para ofrecer sugerencias, como la de apertura. Los puertos al maíz extranjero, deteniendo la destilación del grano, prohibiendo la exportación de alimentos y proporcionando empleo a través de obras públicas. Lord Heytesbury les instó a no alarmarse, que «eran prematuros», que los científicos estaban investigando todos estos asuntos y que a los inspectores de policía y magistrados estipendios se les encargaba hacer informes constantes de sus distritos; y no hubo «presión inmediata en el mercado».
El 8 de diciembre de 1845, Daniel O'Connell, jefe de la Asociación por la Derogación, propuso varios remedios para el desastre pendiente. Una de las primeras cosas que sugirió fue la introducción del «derecho del inquilino» tal como se practicaba en el Ulster, otorgando al arrendador una renta justa por su tierra, pero dando al inquilino una compensación por cualquier dinero que hubiera dispuesto en la tierra en mejoras permanentes. O'Connell luego señaló los medios utilizados por la legislatura belga durante la misma temporada: cerrando sus puertos contra la exportación de provisiones, pero abriéndolos a las importaciones. Sugirió que, si Irlanda tenía un parlamento nacional, los puertos se abrirían y los abundantes cultivos se levantarían en Irlanda para la gente de Irlanda. O'Connell sostuvo que solo un parlamento irlandés proporcionaría a la gente comida y empleo, y dijo que la derogación del Acta de Unión era una necesidad y la única esperanza de Irlanda.
Mitchel planteó el problema de la «enfermedad de la patata» en Irlanda ya en 1844 en The Nation, y señaló cuán poderoso había sido el hambre de un agente en ciertas revoluciones. El 14 de febrero de 1846, presentó sus puntos de vista sobre «la miserable manera en que se estaba jugando con la hambruna», y preguntó si el Gobierno todavía no tenía ninguna idea de que pronto podría haber «millones de seres humanos en Irlanda sin nada que comer».

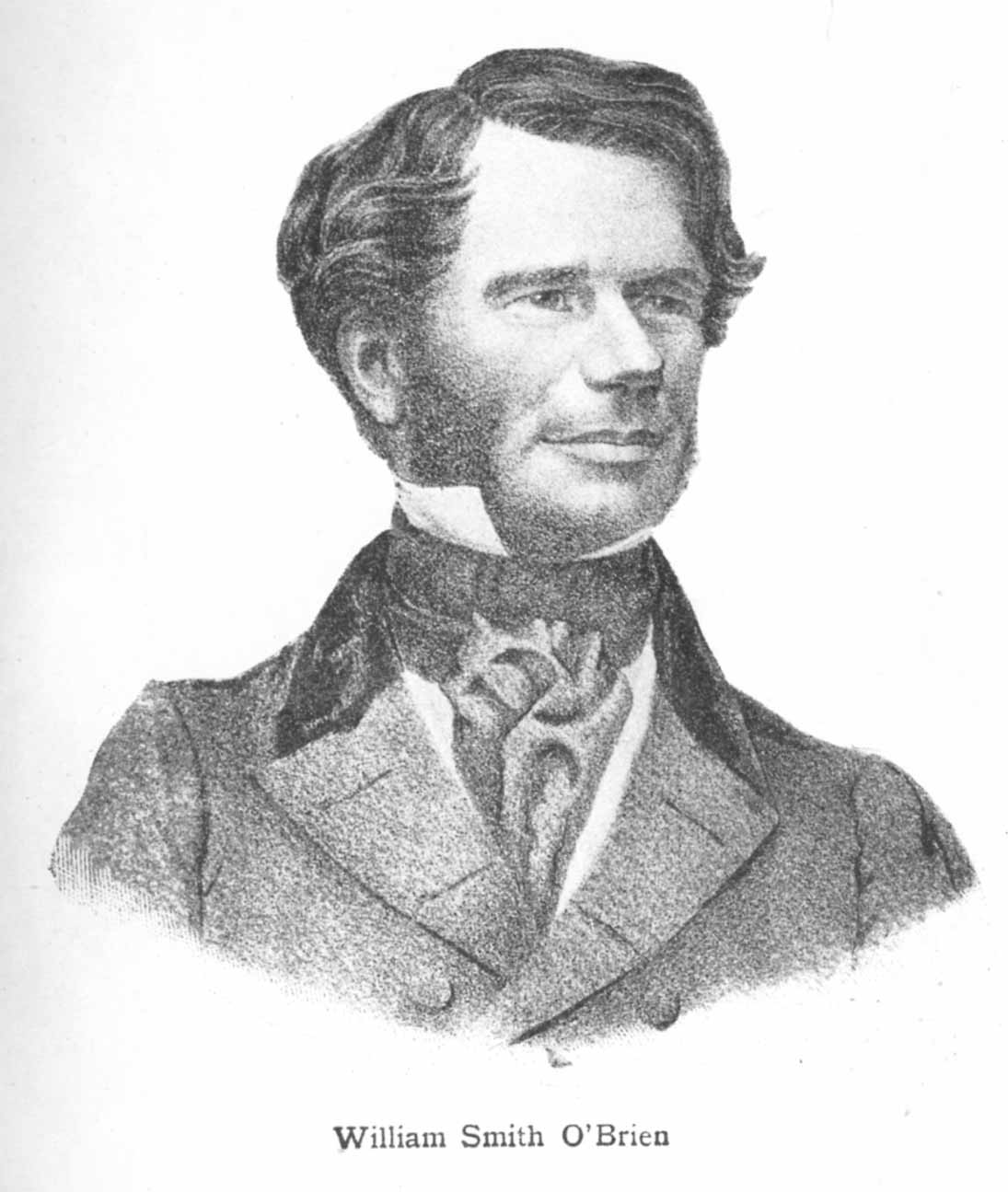
William Smith O'Brien

El 28 de febrero, al escribir sobre el proyecto de ley de coacción que estaba pasando por la Cámara de los Lores, notó que este era el único tipo de legislación que sin duda se encontraría sin obstrucción en la Cámara de los Comunes británica. Su opinión era que, sin embargo, el gobierno puede diferir sobre alimentar al pueblo irlandés, «ellos acuerdan más cordialmente en la política de gravarlos, enjuiciarlos y arruinarlos» (como sucedió, el proyecto de ley fue derrotado posteriormente, y el gobierno de Peel cayó).
En un artículo sobre «Regla inglesa» el 7 de marzo, Mitchel escribió que los irlandeses estaban «esperando hambre día a día», y que lo atribuyeron colectivamente no a «la regla del cielo en cuanto a la política codiciosa y cruel de Inglaterra». Continuó en el mismo artículo que la gente achacaba la crisis a la «rapacidad de Inglaterra, que sus niños hambrientos no pueden sentarse a su escasa comida, pero ven la garra arpía de Inglaterra en su plato». Escribió que la gente veía como su «comida derretida en la podredumbre de la faz de la tierra», mientras observaba «barcos cargados de cargas pesadas, cargados con el maíz amarillo que sus propias manos sembraron y cosecharon, esparciendo todas las velas hacia Inglaterra».
Mitchel escribió más tarde uno de los primeros tratados ampliamente difundidos sobre la hambruna, The Last Conquest of Ireland (Perhaps), en 1861. Estableció la opinión generalizada de que el tratamiento de la hambruna por los británicos fue un asesinato deliberado de los irlandeses y contenía la famosa frase: "El Todopoderoso, de hecho, envió la plaga de la patata, pero los ingleses crearon la Hambruna". Mitchel fue acusado de sedición debido a sus escritos, pero este cargo fue retirado y fue condenado por un jurado repleto según la Ley de Delitos por Traición recién promulgada y sentenciado a 14 años de transporte a Bermudas.
Según Charles Gavan Duffy, The Nation insistió en que el único remedio era el que había adoptado el resto de Europa, que incluso los parlamentos de la Empalizada habían adoptado en períodos de angustia, que era retener en el país la comida criada por su gente hasta que las personas fueron alimentadas.
Irlanda en este momento era, de acuerdo con la Ley de la Unión de 1801, una parte integral de la patria imperial británica, «el imperio más rico del mundo», y era «la parte más fértil de ese imperio», además; Irlanda fue protegida tanto por el «Habeas corpus y juicio por jurado». A pesar de esto, los representantes electos de Irlanda parecían impotentes para actuar en nombre del país como miembros del Parlamento británico. Comentando sobre esto en el momento, Mitchel escribió: «Que una isla que se dice que es una parte integral del imperio más rico del mundo... debería en cinco años perder dos millones y medio de su gente (más de un cuarto) por el hambre, y la fiebre como consecuencia del hambre, y el vuelo más allá del mar para escapar del hambre...» El período de la plaga de la patata en Irlanda desde 1845 hasta 1851 estuvo lleno de confrontación política. Un grupo más joven de Irlanda se separó del movimiento de Derogación en julio de 1846 e intentó una rebelión armada en 1848. No tuvo éxito.
En 1847, William Smith O'Brien, líder del partido Young Ireland, se convirtió en uno de los miembros fundadores de la Confederación Irlandesa para hacer campaña por la derogación del Acta de Unión, y pidió que se detuviera la exportación de granos y que los puertos cerrasen. Al año siguiente, organizó la resistencia de los granjeros sin tierra en el condado de Tipperary contra los terratenientes y sus agentes.

## Respuesta del Gobierno
El historiador F. S. L. Lyons caracterizó la respuesta inicial del gobierno británico a la primera fase, menos grave, de la hambruna como «pronta y relativamente exitosa». Enfrentado a un fracaso generalizado de las cosechas en noviembre de 1845, el primer ministro sir Robert Peel compró en secreto mil dólares en maíz y harina de maíz a Estados Unidos, con Baring Brothers actuando inicialmente como sus agentes. El gobierno esperaba que no «sofocarían la empresa privada» y que sus acciones no actuarían como un desincentivo a los esfuerzos de ayuda locales. Debido a las malas condiciones climáticas, el primer envío no llegó a Irlanda hasta principios de febrero de 1846. Los envíos iniciales fueron de granos secos sin moler, pero las pocas fábricas irlandesas en operación no estaban equipadas para moler maíz y un proceso de molienda largo y complicado tuvo que ser adoptado antes de que la comida pudiera distribuirse. Además, antes de que la harina de maíz se pudiera consumir, tenía que ser «muy» cocinada de nuevo, o comerla podía ocasionar graves problemas intestinales. Debido a su color amarillo y su impopularidad inicial, se lo conoció como «azufre de Peel».
En octubre de 1845, Peel procedió a derogar las Leyes de los cereales (aranceles sobre el grano que mantenían el precio del pan artificialmente elevado), pero el problema dividió a su partido y no contó con el apoyo suficiente de sus propios colegas para impulsar la medida. Renunció al cargo de primer ministro en diciembre, pero la oposición no pudo formar un gobierno y fue reelegido. En marzo, Peel estableció un programa de obras públicas en Irlanda, pero la situación de hambruna empeoró durante 1846, y la derogación de las Leyes de los cereales en ese año hizo poco para ayudar a los hambrientos irlandeses; la medida dividió al Partido Conservador, lo que llevó a la caída del ministerio de Peel. El 25 de junio, la segunda lectura del proyecto de ley de coacción irlandesa del gobierno fue derrotada por 73 votos en la Cámara de los Comunes por una combinación de Whigs, Radicales, la Asociación por la Derogación y conservacionistas proteccionistas. Peel se vio obligado a renunciar como primer ministro el 29 de junio, y el líder whig, Lord John Russell, asumió el cargo.
Las medidas emprendidas por el sucesor de Peel, Russell, resultaron comparativamente inadecuadas a medida que se profundizaba la crisis. La nueva administración Whig, influenciada por la doctrina del laissez-faire, creía que el mercado proporcionaría la comida necesaria, y se negaron a intervenir contra las exportaciones de alimentos a Inglaterra, luego suspendieron las labores de alimentos y socorro del gobierno anterior, dejando cientos de miles de personas sin trabajo, dinero o comida. El ministerio de Russell introdujo un nuevo programa de obras públicas que a fines de diciembre de 1846 empleó medio millón de irlandeses y resultó imposible de administrar.
Charles Trevelyan, que estaba a cargo de la administración de ayuda del gobierno, limitó el programa de ayuda alimentaria del gobierno debido a su firme creencia en el laissez-faire. Pensaba que «el juicio de Dios envió la calamidad para enseñarle una lección a los irlandeses». Las Obras Públicas fueron «estrictamente ordenadas» para ser improductivas, es decir, no crearían ningún fondo para pagar sus propios gastos. Según Mitchel, muchos cientos de miles de «hombres débiles y hambrientos» se mantuvieron cavando agujeros y rompiendo caminos, lo que no estaba sirviendo.
En enero de 1847, el gobierno abandonó esta política, al darse cuenta de que había fracasado, y recurrió a una mezcla de ayuda directa «interior» y «exterior»; el primero se administraba en casas de trabajo a través de las Leyes de Pobres irlandesas, el último a través de comedores sociales. Los costos de la Ley de pobres recayeron principalmente en los propietarios locales, algunos de los cuales a su vez intentaron reducir su responsabilidad desalojando a sus inquilinos, una práctica que fue facilitada por las «Leyes de expulsión económica».
En junio de 1847 se promulgó la Ley de Enmienda a la Ley de Pobres, que incorporaba el principio, popular en Gran Bretaña, de que la propiedad irlandesa debe apoyar la pobreza irlandesa. Los propietarios de tierras en Irlanda fueron retenidos en Gran Bretaña por haber creado las condiciones que condujeron a la hambruna. Sin embargo, se afirmó que el parlamento británico desde el Acta de Unión de 1800 era en parte culpable. Este punto fue planteado en The Illustrated London News el 13 de febrero de 1847: «No había ninguna ley que no aprobaría a petición suya, y ningún abuso que no defendería para ellos». El 24 de marzo, The Times informó que Gran Bretaña había permitido en Irlanda «una masa de pobreza, descontento y degradación sin paralelo en el mundo. Le permitió a los propietarios chupar la sangre misma de esa miserable raza».
La «cláusula Gregory» de la Ley de pobres, nombrada en honor a William H. Gregory, prohibió que cualquier persona que tuviera al menos un cuarto de acre recibiera ayuda. En la práctica, esto significaba que, si un agricultor, después de haber vendido todos sus productos para pagar el alquiler y los impuestos, se redujera, como muchos miles de ellos, a solicitar ayuda pública externa, no lo obtendría hasta que hubiera entregado por primera vez toda su tierra al propietario. De esta Ley, Mitchel escribió que «es el vagabundo sin discapacidad quien debe ser alimentado, si intenta cultivar una sola cancha, muere». Este simple método de expulsión fue llamado «pasar a los mendigos a través del asilo»; un hombre entró, salió un pobre. Estos factores se combinaron para expulsar a miles de personas de la tierra: 90 000 en 1849 y 104 000 en 1850.
Un comerciante de Belfast, James Torbitt y Charles Darwin intercambiaron más de 90 piezas de correspondencia. Una de las postales enviadas por Darwin a Torbitt en 1880 fue subastada por más de 3500 £ en 2016. Torbitt pensaba producir papas a partir de selección natural.

### Exportación de comida durante la hambruna

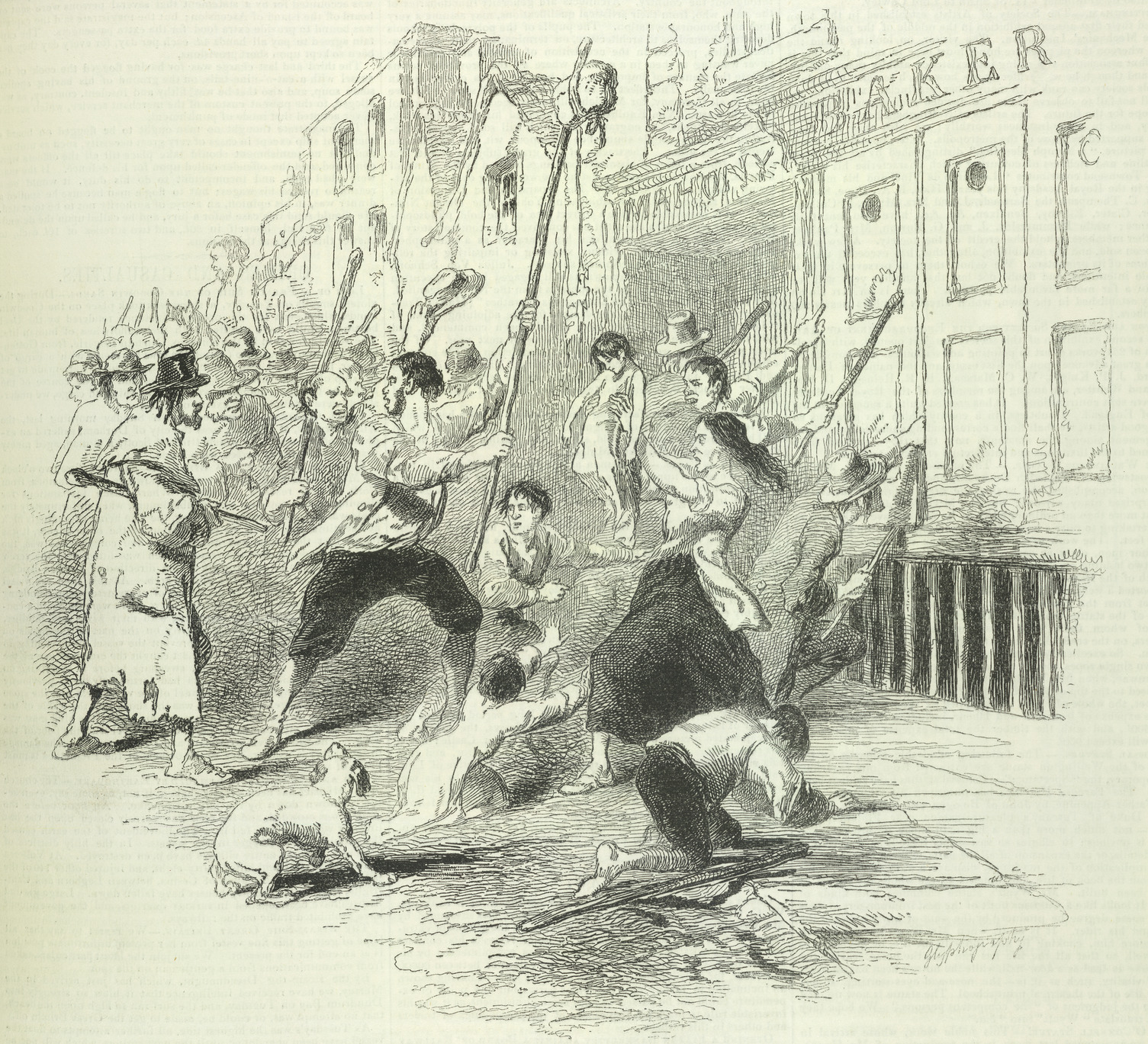
Los alborotadores en Dungarvan intentan entrar en una panadería; los pobres no podían permitirse comprar la comida que había disponible. (The Pictorial Times, 1846).

Los registros muestran que las tierras irlandesas exportaban alimentos incluso durante los peores años de la Hambruna. Cuando Irlanda experimentó una hambruna en 1782-83, se cerraron los puertos para mantener la comida irlandesa en Irlanda para alimentar a los irlandeses. Los precios locales de los alimentos cayeron rápidamente. Los comerciantes presionaron contra la prohibición de exportar, pero el gobierno en la década de 1780 anuló sus protestas. Ninguna prohibición de exportación ocurrió en la década de 1840.
Durante todo el período de la Hambruna, Irlanda exportaba enormes cantidades de alimentos. En la revista History Ireland (1997, número 5, pp. 32-36), Christine Kinealy, becaria de Great Hunger, profesora y profesora de la Universidad Drew, relata sus hallazgos: casi 4.000 embarcaciones llevaron alimentos desde Irlanda a los puertos de Bristol, Glasgow, Liverpool y Londres durante 1847, cuando 400 000 hombres, mujeres y niños irlandeses murieron de inanición y enfermedades relacionadas. También escribe que las exportaciones irlandesas de terneros, ganado (excepto cerdos), tocino y jamón en realidad aumentaron durante la hambruna. Esta comida fue enviada desde las partes más afectadas por el hambre en Irlanda: Ballina, Ballyshannon, Bantry, Dingle, Killala, Kilrush, Limerick, Sligo, Tralee y Westport. Una gran variedad de productos salieron de Irlanda durante 1847, incluyendo guisantes, frijoles, cebollas, conejos, salmón, ostras, arenque, manteca, miel, lenguas, pieles de animales, trapos, zapatos, jabón, pegamento y semillas. Las cifras de exportación más impactantes se refieren a la mantequilla. La mantequilla se envió en firkins, cada uno con 40 litros. En los primeros nueve meses de 1847, 56 557 firkins (509 010 galones imperiales o 2.314.000 litros) se exportaron de Irlanda a Bristol, y 34 852 firkins (313 670 galones imperiales o 1 426 000 litros) se enviaron a Liverpool, que se correlaciona con 822 681 galones imperiales (3 739 980 litros) de mantequilla exportada a Inglaterra desde Irlanda durante los nueve meses del peor año de la Hambruna. El problema en Irlanda no era la falta de comida, que era abundante, sino el precio, que estaba fuera del alcance de los pobres.
El historiador Cecil Woodham-Smith escribió en The Great Hunger: Ireland 1845-1849 que ningún tema ha provocado tanta ira y amargas relaciones entre Inglaterra e Irlanda «como el hecho indiscutible de que enormes cantidades de alimentos se exportaron de Irlanda a Inglaterra a lo largo del período, cuando la gente de Irlanda se estaba muriendo de hambre». John Ranelagh escribe que Irlanda siguió siendo un exportador neto de alimentos durante la mayor parte de la hambruna de cinco años. Sin embargo, tanto Woodham-Smith como Cormac Ó Gráda escriben que, además de las importaciones de maíz, se importó cuatro veces más trigo en Irlanda en el momento álgido de la hambruna del que se exportó.